# 이수정 (대한민국의 가수)
이수정(李洙姃, 1992년 7월 6일~)은 대한민국의 가수로 걸 그룹 러블리즈의 리더와 메인보컬을 맡고 있다. 데뷔 당시에 베이비소울(Babysoul)이라는 예명으로 활동 하다가 2021년 11월 17일 소속사 공지를 통해 활동 명을 예명 '베이비소울'에서 본명 이수정으로 변경 했음을 밝혔다.

## 학력
- 광주대성초등학교 (졸업)
- 광주무진중학교 (졸업)
- 설월여자고등학교 (중퇴)
- 고등학교 졸업학력 검정고시 합격

## 생애와 경력
광주직할시 서구(현재의 광주광역시 남구)에서 태어났으며, 광주대성초등학교, 광주무진중학교를 졸업했다.
데뷔 전에 같은 소속사인 인피니트 정규 1집 《Over the Top》의 수록곡 'Crying'의 피처링을 맡은 적이 있다. 2011년 11월 28일 울림 걸그룹 프로젝트 첫 번째 음반이자 데뷔 음반인 <남보다 못한 사이(Feat.휘성)>을 발매하였다.
2012년 1월 18일 유지아와 함께 울림 걸그룹 프로젝트 두 번째 음반인 <그녀는 바람둥이야>를 발매하며 싸이월드 1위 멜론 3위 벅스차트 3위로 음원차트를 휩쓸었다. 공중파 첫 출연은 2012년 7월 21일 방송된 KBS2 《불후의 명곡2》 '가요톱10' 스페셜 특집에 같은 소속사인 인피니트 성규의 해변의 여인의 무대에 피처링을 인피니트 동우와 함께 하였다.
인피니트의 힙합 유닛 그룹인 인피니트H의 데뷔 앨범이었던 《Fly High》의 수록곡 <Fly High>의 피쳐링을 맡은 바 있다. 윤도현의 MUST의 무대도 인피니트H와 꾸민바 있다. 이후 같은 소속사 울림 엔터테인먼트에서 2014년 걸 그룹 러블리즈의 리더로 데뷔하였다.

## 음반 활동

### 미니 음반
- 2022년 《My Name》

### 디지털 싱글
- 2011년 〈남보다 못한 사이 (Feat. 휘성)〉
- 2012년 베이비소울, 유지아 〈그녀는 바람둥이야 (Feat. 동우 of 인피니트)〉
- 2019년 〈조각달〉
- 2022년 이수정, 이우 〈크리스마스의 기적〉

### OST
- 2016년 류수정, 베이비소울 《오늘도 맑음 (Clean)》 (끝에서 두번째 사랑 OST Part 2)
- 2020년 베이비소울, 이미주, JIN 《Loving You》 (도도솔솔라라솔 OST Part 3)

### 참여 음반
- 2020년 《싱스트리트 - 러블리즈 X 골든차일드 '순천의 하늘 아래에서'》 (류수정, TAG, 홍주찬)

## 방송
- 2016년 7월 23일 JTBC 아는형님 34회 러블리즈 편
- 2018년 MBC 미스터리 음악쇼 복면가왕 - 치즈나라 퐁듀공듀♥ <참가자>
- 2020년 mnet 《스튜디오 음악당》 (2020년 2월 11일) 4회 게스트 베이비소울, Kei, 류수정